# La fidanzata di Glomdal
La fidanzata di Glomdal (Glomdalsbruden) è un film norvegese del 1926, diretto da Carl Theodor Dreyer, basato su un romanzo di Jacob Breda Bull (1853-1930).

## Trama
Il giovane Tore Braaten, dopo qualche esperienza di manovalanza agricola, decide di tornare definitivamente a casa, per risollevare le sorti della fattoria del padre, che, anziano, non riesce da solo ad accudirla appropriatamente.
Qui reincontra Berit Glomgaarden, sua compagna di giochi dell’infanzia: i due hanno in mente di sposarsi, non appena Tore sarà riuscito a far prosperare di nuovo la propria azienda agricola. Ma l’autoritario padre di Berit, Ole, ha destinato la figlia, senza il suo consenso, in matrimonio, a Gjermund Haugsett, figlio di un fattore più agiato dei Braaten.
Il giorno del matrimonio, Berit fugge, ma cade dal cavallo. Viene soccorsa, gravemente ferita, da Tore, che la porta nella propria casa, la fattoria dei Braaten, ed il medico dice che non può essere spostata da lì prima di essersi rimessa.
Allora l’altero Ole, offeso, disconosce la figlia, che, una volta ripresasi, va ad abitare presso la casa della propria madrina, la moglie del pastore protestante della comunità. 
Tore stesso si rivolge all’uomo di chiesa per un consiglio, ed il pastore decide di aiutare la giovane coppia: fa presente ad Ole e al figlio che l’aver riferito falsamente l’assenso di Berit al matrimonio con Gjermund costituisce una grave mancanza, passibile di punizione secondo le leggi, e fa in modo che la ragazza ritorni dal padre, che peraltro, pentito di averla disconosciuta, ne sente la mancanza, e accondiscende ad accordarle la propria benedizione per il matrimonio con Tore.
Il matrimonio di Tore e Berit deve avvenire nella chiesa del paese, che si trova al di là del fiume che Tore, per recarvisi, deve attraversare in barca. Il giorno del matrimonio Gjermund, in un accesso di gelosia, vuole impedire che il futuro sposo raggiunga l’altra sponda, e libera alla corrente tutte le barche disponibili.
Tore si appresta a guadare il fiume a cavallo, ma per un incidente, cade in acqua, e sta per essere travolto dalle rapide. Dopo un’estenuante lotta contro la corrente, Tore riesce a porsi in salvo. Il matrimonio può alla fine essere celebrato.